# Sara Errani
Sara Errani (Bologna, 1987. április 29. –) párosban olimpiai bajnok olasz hivatásos teniszezőnő, női és vegyes párosban összesen nyolcszoros Grand Slam-tornagyőztes és korábbi páros világelső.
2002-ben kezdte profi pályafutását. WTA-tornán eddig kilencszer győzött egyéniben, és 35 alkalommal párosban, emellett két egyéni és két páros WTA125K-, valamint öt egyéni és hét páros ITF-tornagyőzelmet szerzett. Első egyéni WTA-győzelmét 2008-ban aratta Palermóban. Legkiemelkedőbb egyéni Grand Slam-szereplését a 2012-es Roland Garroson nyújtotta, ahol egyéniben egészen a döntőig jutott. Párosban Roberta Vinci oldalán karrier Grand Slamet értek el, miután az Australian Openen 2013-ban és 2014-ben, a Roland Garroson 2012-ben, Wimbledonban 2014-ben, és a US Openen 2012-ben nyerték el a trófeát. Hatodik és hetedik Grand Slam-tornagyőzelmét vegyes párosban érte el a 2024-es US Openen, valamint a 2025-ös Roland Garroson az olasz Andrea Vavassori párjaként. Nyolcadik Grand Slam-trófeáját Jasmine Paolini  párjaként a 2025-ös Roland Garroson emelhette magasba. Legjobb világranglista-helyezése egyéniben az ötödik volt 2013. május 20-án, a US Open 2012. évi megnyerését követően párosban világelső lett. Összesen 87 héten keresztül állt a világranglista élén.
2017. augusztusban doppingvétség miatt kéthónapos eltiltást kapott. Az ITF elfogadta a védekezését, mely szerint édesanyja rákgyógyszere esett bele véletlenül az általa főzött levesbe. Mivel a június 7-én végzett ismételt teszt már negatív volt, az ITF álláspontja szerint valóban nincs rá bizonyíték, hogy a játékos rendszeresen szedett volna letrozol tartalmú szert, nem követett el hibát, illetve gondatlanság sem terheli. Mivel a vétség mértéke minimális, ez tükröződik az eltiltás csekély időtartamán: a játékosnak csak két hónapot kell kihagynia, és októberben ismét teniszezhet.
Eltiltását követően első versenyén, a Tianjin Openen párosban tornagyőzelmet aratott, egyéniben az elődöntőig jutott.
2024-ben a párizsi olimpián Jasmine Paolinivel párosban nyert aranyérmet.

## Pályafutása

### 2002
Sara Errani profi karrierjét 2002. április 15-én kezdte meg az olasz Cagliari városában egy tízezer dollár összdíjazású ITF-versenyen. A selejtezőben kapott helyet, ahonnan felküzdötte magát a főtáblára, ám ott az első körben kikapott kínai riválisától, Szun Tien-tien-től. Az első WTA-pont megszerzéséig nem kellett sokat várnia. A következő versenyén Rijekában már túljutott a főtábla első körén, így megszerezte élete első WTA-pontját. A bemutatkozó szezonjában a legnagyobb sikere egy elődöntő volt, ezt Horvátországban ért el. A szezon végén az egyéni világranglistán a 742. helyet foglalta el.

### 2003
A 2003-as év még nem hozta meg Erraninak az áttörést. Továbbra is főleg tíz-, és huszonötezer dolláros versenyeken indult, de júliusban szabadkártyával részt vehetett élete első WTA-versenyén Palermóban. Itt a selejtezőben egy mérkőzést sikerült nyernie, a főtáblára tehát ekkor még nem került fel.
ITF-tornákon a negyeddöntőig egyszer jutott el egyéniben. Ezt az eredményt az olaszországi Leccében érte el. Ezen a versenyen párosban is remekelt, hiszen döntőt játszhatott, de ott fel kellett adniuk a küzdelmet olasz partnerével, így első felnőtt döntőjét nem sikerült megnyernie. A legtöbb pontot (5-öt) a szezonban egy huszonötezer dollár összdíjazású versenyen, Casertában szerezte, ahol a selejtezőből feljutott a főtáblára és ott is tudott menni egy kört. Ezen a versenyen gyűjtötte be addigi legnagyobb skalpját, amikor a torna első körében a harmadik kiemelt észt Maret Anit győzte le.

### 2004
2004-ben részt vehetett második WTA-versenyén is. A szervezőktől a Rome Masters selejtezőjébe kapott szabadkártyát. Az első szettet a kvalifikáció hetedik kiemeltje, a luxemburgi Claudine Schaul ellen megnyerte 6-2-re, de a második és harmadik szettben az aktuális világranglista 63. helyezettje jobbnak bizonyult az olasz tehetségnél. Ebben a szezonban élete második profi páros döntőjén is kikapott a Portóban megrendezett ITF-versenyen. Párja ezúttal egy portugál játékos volt.

### 2005
2005-ben Errani megszerezte élete első profi tornagyőzelmét a spanyolországi Melilla városában. Ez a torna egy tízezer dollár összdíjazású ITF-verseny volt. A Rome Masters selejtezőjébe 2005-ben is szabadkártyát kapott, ám most sem tudott élni a lehetőséggel, és az első körben kikapott Catalina Castañótól. Ebben a szezonban azonban nem ez volt az egyetlen WTA-versenye. Ismét szabadkártyát kapott a palermói torna selejtezőjébe, és ott megint nyerni tudott egy meccset, de a következő fordulóban megállították. Ezúttal a selejtező nyolcadik kiemeltje a német Martina Müller bizonyult nála jobbnak. Ebben a szezonban párosban három ITF-tornagyőzelmet is aratott.

### 2006
2006-ban Errani már több WTA-tornán is elindult, ám a versenynaptárában maradtak még kisebb ITF-versenyek is. Az első WTA-versenye februárban a Bogotában rendezett Copa Colsanitas volt. Itt a selejtezőből felkerült a főtáblára, ahol a második körig jutott. A legjobb 16 között csak a torna második kiemeltje, Gisela Dulko tudta megverni. Ekkor szerepelt tehát Errani először egy WTA-torna főtábláján.
Kolumbiából Errani Mexikóba utazott a Abierto Mexicano Telcel elnevezésű acapulcói versenyre. Itt a selejtező második köréig jutott. A Rome Mastersen egymást követő harmadik évben is elindult, és ekkor tudta magát először felküzdeni a főtáblára. Az első körben a svájci Martina Hingisszel mérkőzött meg, ám két sima szettben alulmaradt riválisával szemben. 2006-ban a legjobban sikerült tornája a Budapest Grand Prix volt, amelyen a selejtezőből indulva egészen a negyeddöntőig jutott, és ezzel bekerült a világranglistán a top 200-ba.
Júniusban először vett részt egy Grand Slam-torna selejtezőjében, mivel elindult a wimbledoni tornán, de mérkőzést nem tudott nyerni.

### 2007
2007 elején elindult az Australian Openen is, de ekkor is a selejtező első mérkőzésén kapott ki a japán Morita Ajumitól. 2007-ben három WTA-versenyen is sikerült bejutnia a legjobb négy közé, ám a döntőt egyszer sem sikerült kivívnia magának. Az olaszországi Galatinában viszont megszerezte második egyéni ITF-tornagyőzelmet is. Párosban ebben a szezonban két ITF-győzelmet ért el Errani, mindkettőt a szintén olasz Giulia Gabba oldalán.
Ranglista-helyezésének köszönhetően a US Openen már nem kellett selejtezőt játszania, így pályafutása során először szerepelt egy Grand Slam-torna a főtábláján. Az első körben sikerült legyőznie a cseh Renata Voráčovát, de utána kikapott Marion Bartolitól.

### 2008
2008-ban Errani megszerezte élet első WTA-győzelmét. Július 13-án az Palermóban tudott diadalmaskodni. A döntőben Marija Koritceva volt az ellenfele, akit két játszmában sikerült legyőznie. Előtte olyan nagy neveket is legyőzött, mint például Flavia Pennetta vagy Carla Suárez Navarro. Palermóban a páros versenyt is sikerült megnyernie a spanyol Nuria Llagostera Vives oldalán.
A rákövetkező héten Errani a szlovéniai Portorožba utazott, ahol szintén nem talált legyőzőre. Az első kör után szettet sem veszítve jutott be a döntőbe, ahol Anabel Medina Garrigues ellen tudott nyerni 6–3, 6–3-ra. Portorožban elbúcsúztatta többek között a későbbi világelsőt, Caroline Wozniackit és Marija Kirilenkót is.

### 2009
A 2009-es szezon jól indult Errani számára, hiszen Brisbane-ben elődöntőt játszott, majd az Australian Openen is eljutott a legjobb harminckettő közé. A következő időszakban azonban sok első és második körös vereséget szenvedett. A rossz sorozatot Palermóban szakította meg, ahol címvédőként ismét döntőt játszott, de ezúttal vereséget szenvedett Flavia Pennettától. Portorožban ugyanez volt a helyzet. Errani beküzdötte magát a döntőbe, ám címvédésre ezúttal sem került sor. Ekkor a világelső Gyinara Szafina állította meg.

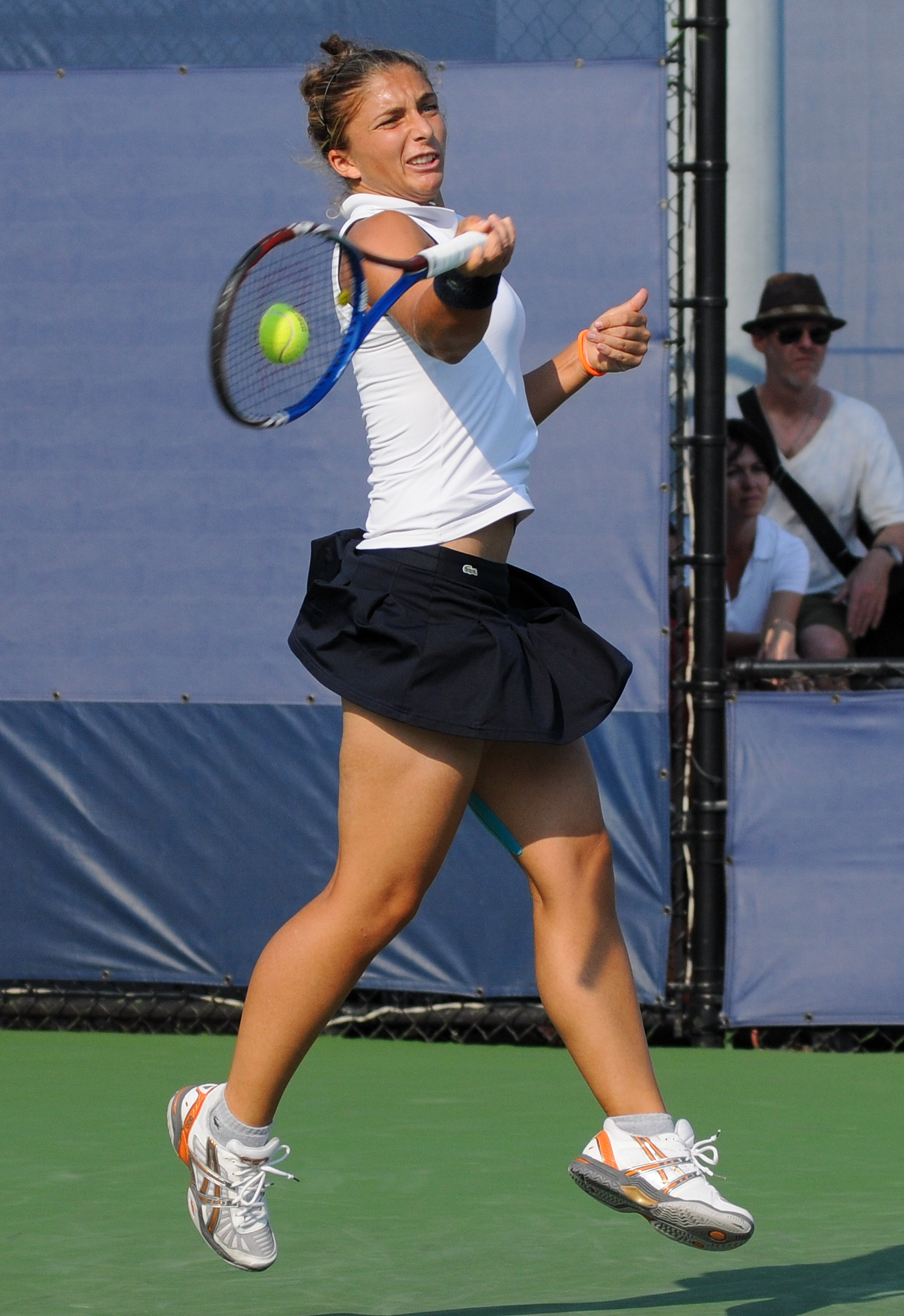
A 2010-es US Openen

### 2010
A 2010-es szezonban leginkább a Grand Slam-tornák és a páros WTA-tornák sikerültek a legjobban Erraninak. Az Australian Openen, Wimbledonban és a US Openen is eljutott a harmadik fordulóig. Az egyéni WTA-versenyeken a legjobbja az elődöntő volt. Ezt kétszer sikerült elérnie: Hobartban és Marbellán. 2010-ben három páros WTA-győzelmet is aratott, kettőt Roberta Vinci oldalán, egyet pedig Alberta Brianti partnereként.

### 2011
A 2011-es szezont nem kezdte jól Errani, mivel rögtön az első versenyén egy első körös vereséget szenvedett Brisbane-ben. Gyorsan javított azonban, és a következő versenyén, Hobartban negyeddöntőt játszott. A 2011-es évben eddig legjobb eredménye egy döntő volt, amelyet Pattajában sikerült elérnie. Bejutott a fináléba, de ott kikapott a szlovák Daniela Hantuchovától.
Ezen kívül két elődöntőt is játszott. Az elsőt Marbellán, a másodikat pedig Barcelonában. Párosban 2011-ben eddig három tornagyőzelemmel büszkélkedhet: Hobartban, Pattaján és Palermóban győzött, mindháromszor honfitársnője, Roberta Vinci oldalán.

### 2012
Aucklandben a negyeddöntőben, Sydney-ben a harmadik fordulóban esett ki. Az Australian Openen egyéniben legyőzte Valerija Szavinihet, Nagyja Petrovát, Sorana Cîrsteát, majd Cseng Csiét, s csak a negyeddöntőben szenvedett vereséget Petra Kvitová ellen. Erraninak ez volt az addigi legjobb szereplése Grand Slam-tornán. Párosban még jobb eredményt ért el, miután Roberta Vincivel a fináléig jutottak, ahol a Szvetlana Kuznyecova–Vera Zvonarjova-kettőstől kaptak ki 5–7, 6–4, 6–3-ra.
Következő nagy sikerét a február végén kezdődő acapulcói versenyen érte el, ahol egyesben és párosban is sikerült megnyernie a tornát. Az egyéni döntőt honfitársával, Flavia Pennettával szemben vívta, akit 5–7, 7–6(2), 6–0-ra győzött le. Párosban Roberta Vincivel 6–2, 6–1 arányban diadalmaskodtak a Lourdes Domínguez Lino–Arantxa Parra Santonja-kettős felett. Majdnem két év után ő lett ezzel az első teniszezőnő, aki egy tornát egyesben és párosban is meg tudott nyerni ugyanabban az évben.
A két nagy kemény pályás amerikai versenyen, Indian Wellsben és Miamiban kevés sikert ért el egyéniben, párosban viszont negyeddöntőbe, illetve döntőbe tudott jutni Vincivel. A miami finálét a Marija Kirilenko–Nagyja Petrova-kettős ellen veszítették el 7–6(0), 4–6, [10–4]-re.
Következő versenyén, Barcelonában sikerült megismételnie az acapulcói teljesítményét, vagyis egyéniben és párosban is megnyerte a tornát. Egyéniben a szlovák Dominika Cibulková ellen játszotta a döntőt, akit 6–2, 6–2 arányban győzött le, megszerezve ezzel pályafutása negyedik WTA-címét ebben a számban. Párosban ezúttal is Roberta Vinci volt a partnere, akivel egy másik olasz kettőst, Flavia Pennettát és Francesca Schiavonét győzték le 6–0, 6–2-re, mindössze 50 perc alatt. Május elején folytatta kiváló szereplését a salakpályás tornákon, mivel egyéniben megnyerte a budapesti tornát, a döntőben 7–5, 6–4-re legyőzve az orosz Jelena Vesznyinát. Ezzel tizenöt mérkőzésesre nyúlt a salakos borításon elért győzelmi sorozata, amely végül néhány nappal később Madridban szakadt meg, ahol előbb három játszmában legyőzte Chanelle Scheeperst, majd 6–0, 6–1-re kikapott Agnieszka Radwańskától. Párosban viszont újabb tornagyőzelmet ért el Vincivel, a döntőben 6–1, 3–6, [10–4]-re múlták felül a Jekatyerina Makarova–Jelena Vesznyina-kettőst. Erraninak ez volt az első címe (egyéniben és párosban egyaránt), amelyet egy Premier kategóriájú versenyen ért el. Rómában hasonló eredményességgel szerepelt, miután egyéniben már a második körben kiesett Samantha Stosur ellen, párosban pedig sorozatban a harmadik versenyükön maradtak veretlenek, a döntőben 6–2, 7–5-re legyőzve ismételten a Jekatyerina Makarova–Jelena Vesznyina-kettőst.
A Roland Garroson huszonegyedik kiemeltként indult el, ahol Casey Dellacqua és Melanie Oudin legyőzése után elbúcsúztatott a tornától két korábbi bajnokot, Ana Ivanovićot, majd Szvetlana Kuznyecovát. Ezt követően a negyeddöntőben a korábbi huszonnyolc veresége után első alkalommal tudott legyőzni egy Top 10-es játékost a német Angelique Kerber személyében, karrierje során először bejutva egy Grand Slam-torna elődöntőjébe, ahol nagy meglepetésre felülmúlta a hatodik kiemelt Samantha Stosurt is. A döntőben Marija Sarapova volt az ellenfele, akitől végül 6–3, 6–2-es vereséget szenvedett. Kiemelkedő teljesítményének köszönhetően a következő heti világranglistán a tizedik helyre lépett előre. Párosban még nagyobb sikernek örülhetett Vincivel, mivel az Australian Openhez hasonlóan ismét bejutottak a fináléba, s ezúttal győztesen hagyták el a pályát, 4–6, 6–4, 6–2-re felülmúlva a Marija Kirilenko–Nagyja Petrova-duót.
A füves szezont egyéniben rosszul kezdte, ’s-Hertogenboschban már az első fordulóban kikapott Katerina Bondarenkótól. Párosban viszont Vincivel megnyerték a hetedik tornájukat is ebben a szezonban, a döntőben 6–4, 3–6, [11–9]-re legyőzve ismételten a Kirilenko–Petrova-kettőst. Wimbledonban tizedik kiemeltként két mérkőzést játszmavesztés nélküli győzelemmel fejezett be, a harmadik körben azonban súlyos, 6–0, 6–4-es vereséget szenvedett Jaroszlava Svedovától. Az első szettben egyetlen labdamenetet sem tudott megnyerni, amire még soha nem volt példa a nők között az open érában, előtte is csak egyszer, az 1940-es években. Párosban Vincivel a negyedik fordulóban estek ki, miután nem bírtak a későbbi döntős Andrea Hlaváčková–Lucie Hradecká-kettőssel.
A hazai pályán, Palermóban rendezett salakos versenyen újra az esélyesek közé tartozott, s ennek megfelelően első kiemeltként még szettet sem veszített a torna során, a döntőben 6–1, 6–3-ra győzte le a cseh Barbora Záhlavová-Strýcovát.
Az olimpián mindhárom számban elindult. Egyéniben már az első körben kikapott Venus Williamstől, párosban Vincivel a negyeddöntőben búcsúztak a későbbi győztes Williams nővérekkel szemben, míg vegyes párosban Andreas Seppivel az első fordulóban kaptak ki az argentin Gisela Dulko–Juan Martín del Potro-kettőstől.
A kemény pályás szezont Montrealban kezdte, ahol egyesben a harmadik körig jutott, párosban a második fordulóban estek ki. A cincinnati torna sem sikerült sokkal jobban, csupán párosban sikerült eggyel több mérkőzést nyerni, míg az egyéni szereplés megismétlődött. New Havenben csak egyesben versenyzett, s ekkor már az elődöntőig jutott, ahol a későbbi győztes Petra Kvitovától szenvedett kétjátszmás vereséget.
A US Openen tizedik kiemeltként vett részt, sorrendben Garbiñe Muguruzát, Vera Dusevinát, Olga Pucskovát, majd a negyedik körben a nála esélyesebb, hatodik kiemelt Angelique Kerbert is elbúcsúztatta a viadaltól. Negyeddöntőbeli ellenfele éppen Vinci volt, akit 6–2, 6–4 arányban sikerült felülmúlnia. Az elődöntőben Serena Williams ellen játszott, aki fölényes, 6–1, 6–2-es győzelmet aratott felette, így nem sikerült döntőbe jutnia. Párosban második kiemeltként indultak el, s a Roland Garroshoz hasonlóan ismét eljutottak a fináléig, ahol ezúttal a cseh Andrea Hlaváčková–Lucie Hradecká-duó volt az ellenfelük. A mérkőzést 6–4, 6–2-re megnyerték, így megszerezték második közös Grand Slam-győzelmüket. A sikernek köszönhetően Errani a páros világranglista élére ugrott.
A szezon hátralévő részében még három viadalon indult el. Tokióban Johanna Larsson és Marion Bartoli legyőzése után a későbbi tornagyőztes Nagyja Petrovától szenvedett 3–6, 7–5, 6–3-as vereséget a negyeddöntőben. Pekingben már az első körben búcsúzni kényszerült, miután honfitársa, Camila Giorgi ellen sérülés miatt feladta a mérkőzését. Október végén pályafutása során első alkalommal vehetett részt az év végi világbajnokságon, ahol egyesben és párosban egyaránt rajthoz állhatott. Egyéniben Marija Sarapovától és Agnieszka Radwańskától is kikapott, s csak a tartalékként beugró Samantha Stosurt tudta legyőzni, így a csoportkörben kiesett. Párosban Vincivel az elődöntőben alulmaradtak a későbbi győztes Petrova–Kirilenko-kettőssel szemben.

## Grand Slam-döntői

### Egyéni

#### Elveszített döntő (1)
| Év   | Torna         | Borítás | Ellenfél a döntőben | Döntő eredménye |
| 2012 | Roland Garros | Salak   | Marija Sarapova     | 3–6, 2–6        |

### Páros

#### Győzelmei (6)
| Év   | Torna           | Borítás | Partner         | Ellenfelek a döntőben            | Döntő eredménye |
| 2012 | Roland Garros   | Salak   | Roberta Vinci   | Marija Kirilenko Nagyja Petrova  | 4–6, 6–4, 6–2   |
| 2012 | US Open         | Kemény  | Roberta Vinci   | Andrea Hlaváčková Lucie Hradecká | 6–4, 6–2        |
| 2013 | Australian Open | Kemény  | Roberta Vinci   | Ashleigh Barty Casey Dellacqua   | 6–2, 3–6 6–2    |
| 2014 | Australian Open | Kemény  | Roberta Vinci   | J. Makarova J. Vesznyina         | 6–4, 3–6, 7–5   |
| 2014 | Wimbledon       | Fű      | Roberta Vinci   | Babos Tímea Kristina Mladenovic  | 6–1, 6–3        |
| 2025 | Roland Garros   | Salak   | Jasmine Paolini | Anna Danilina Aleksandra Krunić  | 6–4, 2–6, 6–1   |

#### Elveszített döntői (4)
| Év   | Torna           | Borítás | Partner         | Ellenfelek a döntőben                | Döntő eredménye |
| 2012 | Australian Open | Kemény  | Roberta Vinci   | Szvetlana Kuznyecova Vera Zvonarjova | 7–5, 4–6, 3–6   |
| 2013 | Roland Garros   | Salak   | Roberta Vinci   | J. Makarova J. Vesznyina             | 5–7, 2–6        |
| 2014 | Roland Garros   | Salak   | Roberta Vinci   | Hszie Su-vej Peng Suaj               | 4–6, 1–6        |
| 2024 | Roland Garros   | Salak   | Jasmine Paolini | Cori Gauff Kateřina Siniaková        | 6–7(5), 3–6     |

### Vegyes páros

#### Győzelmei (2)
| Év   | Torna         | Borítás | Partner          | Ellenfelek a döntőben        | Döntő eredménye |
| 2024 | US Open       | Kemény  | Andrea Vavassori | Taylor Townsend Donald Young | 7–6(0), 7–5     |
| 2025 | Roland Garros | Salak   | Andrea Vavassori | Taylor Townsend Evan King    | 6–4, 6–2        |

## WTA-döntői

### Egyéni

#### Győzelmei (9)
| Összesítés           |                        |
| Grand Slam-torna (0) |                        |
| Tier I (0)           | Premier Mandatory* (0) |
| Tier II (0)          | Premier Five* (1)      |
| Tier III (0)         | Premier* (0)           |
| Tier IV (2)          | International* (6)     |
| Tier V (0)           | Challenger* (0)        |

* 2009-től megváltozott a tornák rendszere. Challenger tornákat 2012-től rendeznek.
 Az egymás mellett azonos színnel jelölt tornatípusok között nincs teljes mértékű megfelelés.
|    | Dátum             | Torna                                        | Borítás | Ellenfél a döntőben        | Eredmény a döntőben | Eredmény a döntőben |
| 1. | 2008. július 13.  | Internazionali Femminili di Palermo, Palermo | Salak   | Marija Koritceva           | 6–2, 6–3            |                     |
| 2. | 2008. július 27.  | Banka Koper Slovenia Open, Portorož          | Kemény  | A. Medina Garrigues        | 6–3, 6–3            |                     |
| 3. | 2012. március 3.  | Abierto Mexicano Telcel, Acapulco            | Salak   | Flavia Pennetta            | 5–7, 7–6(2), 6–0    | (részletek)         |
| 4. | 2012. április 15. | Barcelona Ladies Open, Barcelona             | Salak   | Dominika Cibulková         | 6–2, 6–2            | (részletek)         |
| 5. | 2012. május 5.    | Budapest Grand Prix, Budapest                | Salak   | Jelena Vesznyina           | 7–5, 6–4            | (részletek)         |
| 6. | 2012. július 15.  | Italiacom Open, Palermo                      | Salak   | Barbora Záhlavová-Strýcová | 6–1, 6–3            | (részletek)         |
| 7. | 2013. március 2.  | Abierto Mexicano Telcel, Acapulco            | Salak   | Carla Suárez               | 6–0, 6–4            |                     |
| 8. | 2015. február 22. | Rio Open, Rio de Janeiro                     | Salak   | Anna Karolína Schmiedlová  | 7–6(2), 6–1         |                     |
| 9. | 2016. február 20. | Dubai Duty Free Tennis Championships, Dubaj  | Kemény  | Barbora Strýcová           | 6–0, 6–2            |                     |

#### Elveszített döntői (10)
|     | Dátum             | Torna                                        | Borítás    | Ellenfél a döntőben                     | Eredmény a döntőben | Eredmény a döntőben |
| 1.  | 2009. július 19.  | Internazionali Femminili di Palermo, Palermo | Salak      | Flavia Pennetta                         | 1–6, 2–6            |                     |
| 2.  | 2009. július 26.  | Banka Koper Slovenia Open, Portorož          | Kemény     | Gyinara Szafina                         | 7–6(5), 1–6, 5–7    |                     |
| 3.  | 2011. február 13. | PTT Pattaya Open, Pattaja                    | Kemény     | Daniela Hantuchová                      | 0–6, 2–6            |                     |
| 4.  | 2012. június 9.   | Roland Garros, Párizs                        | Salak      | Marija Sarapova                         | 3–6, 2–6            | (részletek)         |
| 5.  | 2013. február 3.  | Open GDF Suez, Párizs                        | Kemény (f) | Mona Barthel                            | 5–7, 6–7(4)         |                     |
| 6.  | 2013. február 23. | Dubai Duty Free Tennis Championships, Dubaj  | Kemény     | Petra Kvitová                           | 2–6, 6–1, 1–6       |                     |
| 7.  | 2013. július 14.  | Palermo International, Palermo               | Salak      | Roberta Vinci                           | 3–6, 6–3, 3–6       |                     |
| 8.  | 2014. február 2.  | Open GDF Suez Párizs                         | Kemény (f) | Anasztaszija Szergejevna Pavljucsenkova | 6–3, 2–6, 3–6       |                     |
| 9.  | 2014. május 18.   | Italian Open, Róma                           | Salak      | Serena Williams                         | 3–6, 0–6            |                     |
| 10. | 2015. július 19.  | BRD Bucharest Open, Bukarest                 | Salak      | Anna Karolína Schmiedlová               | 6–7(3), 3–6         |                     |

### Páros

#### Győzelmei (35)
| Összesítés           |                        |                               |
| Grand Slam-torna (6) |                        |                               |
| Tier I (0)           | Premier Mandatory* (2) | WTA 1000 (kötelező)** (4)     |
| Tier II (0)          | Premier Five* (3)      | WTA 1000 (nem kötelező)** (0) |
| Tier III (0)         | Premier* (2)           | WTA 500** (1)                 |
| Tier IV (1)          | International* (14)    | WTA 250** (1)                 |
| Tier V (0)           | Challenger* (0)        |                               |
| Olimpia (1)          |                        |                               |

- * 2009-től megváltozott a tornák rendszere. Az egymás mellett azonos színnel jelölt tornatípusok között nincs teljes mértékű megfelelés.
- **2021-től megváltozott a tornák kategóriáinak elnevezése.

|     | Dátum               | Torna                                        | Borítás    | Partner                | Ellenfelek a döntőben                         | Eredmény a döntőben | Eredmény a döntőben |
| 1.  | 2008. július 13.    | Internazionali Femminili di Palermo, Palermo | Salak      | Nuria Llagostera Vives | Alla Kudrjavceva Anasztaszija Pavljucsenkova  | 2–6, 7–6(1), [10–4] |                     |
| 2.  | 2009. június 20.    | Ordina Open, ’s-Hertogenbosch                | Fű         | Flavia Pennetta        | Michaëlla Krajicek Yanina Wickmayer           | 6–4, 5–7, [13–11]   |                     |
| 3.  | 2010. április 11.   | Andalucia Tennis Experience, Marbella        | Salak      | Roberta Vinci          | Marija Kondratyjeva Jaroszlava Svedova        | 6–4, 6–2            |                     |
| 4.  | 2010. április 17.   | Barcelona Ladies Open, Barcelona             | Salak      | Roberta Vinci          | Bacsinszky Tímea Tathiana Garbin              | 6–1, 3–6, [10–2]    |                     |
| 5.  | 2010. július 17.    | Internazionali Femminili di Palermo, Palermo | Salak      | Alberta Brianti        | Jill Craybas Julia Görges                     | 6–4, 6–1            |                     |
| 6.  | 2011. január 15.    | Moorilla Hobart International, Hobart        | Kemény     | Roberta Vinci          | Katerina Bondarenko Līga Dekmeijere           | 6–3, 7–5            |                     |
| 7.  | 2011. február 13.   | PTT Pattaya Open, Pattaja                    | Kemény     | Roberta Vinci          | Szun Seng-nan Cseng Csie                      | 3–6, 6–3, [10–5]    |                     |
| 8.  | 2011. július 17.    | Internazionali Femminili di Palermo, Palermo | Salak      | Roberta Vinci          | Andrea Hlaváčková Klára Zakopalová            | 7–5, 6–1            |                     |
| 9.  | 2012. február 26.   | Monterrey Open, Monterrey                    | Kemény     | Roberta Vinci          | Date Kimiko Csang Suaj                        | 6–2, 7–6(6)         | (részletek)         |
| 10. | 2012. március 3.    | Abierto Mexicano Telcel, Acapulco            | Salak      | Roberta Vinci          | Lourdes Domínguez Lino Arantxa Parra Santonja | 6–2, 6–1            |                     |
| 11. | 2012. április 15.   | Barcelona Ladies Open, Barcelona             | Salak      | Roberta Vinci          | Flavia Pennetta Francesca Schiavone           | 6–0, 6–2            | (részletek)         |
| 12. | 2012. május 12.     | Mutua Madrid Open, Madrid                    | Kék salak  | Roberta Vinci          | Jekatyerina Makarova Jelena Vesznyina         | 6–1, 3–6, [10–4]    | (részletek)         |
| 13. | 2012. május 20.     | Internazionali BNL d’Italia, Róma            | Salak      | Roberta Vinci          | Jekatyerina Makarova Jelena Vesznyina         | 6–2, 7–5            | (részletek)         |
| 14. | 2012. június 8.     | Roland Garros, Párizs                        | Salak      | Roberta Vinci          | Marija Kirilenko Nagyja Petrova               | 4–6, 6–4, 6–2       | (részletek)         |
| 15. | 2012. június 23.    | UNICEF Open, ’s-Hertogenbosch                | Fű         | Roberta Vinci          | Marija Kirilenko Nagyja Petrova               | 6–4, 3–6, [11–9]    | (részletek)         |
| 16. | 2012. szeptember 9. | US Open, New York                            | Kemény     | Roberta Vinci          | Andrea Hlaváčková Lucie Hradecká              | 6–4, 6–2            | (részletek)         |
| 17. | 2013. január 25.    | Australian Open, Melbourne                   | Kemény     | Roberta Vinci          | Ashleigh Barty Casey Dellacqua                | 6–2, 3–6, 6–2       | (részletek)         |
| 18. | 2013. február 3.    | Open GDF Suez, Párizs                        | Kemény (f) | Roberta Vinci          | Andrea Hlaváčková Liezel Huber                | 6–1, 6–1            |                     |
| 19. | 2013. február 17.   | Qatar Total Open, Doha                       | Kemény     | Roberta Vinci          | Nagyja Petrova Katarina Srebotnik             | 2–6, 6–3, [10–6]    |                     |
| 20. | 2014. január 24.    | Australian Open, Melbourne                   | Kemény     | Roberta Vinci          | Jekatyerina Makarova Jelena Vesznyina         | 6–4, 3–6, 7–5       | (részletek)         |
| 21. | 2014. április 27.   | Porsche Tennis Grand Prix, Stuttgart         | Salak      | Roberta Vinci          | Cara Black Szánija Mirza                      | 6–2, 6–3            |                     |
| 22. | 2014. május 10.     | Mutua Madrid Open, Madrid                    | Salak      | Roberta Vinci          | Garbiñe Muguruza Carla Suárez Navarro         | 6–4, 6–3            |                     |
| 23. | 2014. július 5.     | Wimbledon                                    | Fű         | Roberta Vinci          | Babos Tímea Kristina Mladenovic               | 6–1, 6–3            | részletek           |
| 24. | 2014. augusztus 10. | Rogers Cup, Toronto                          | Kemény     | Roberta Vinci          | Cara Black Szánija Mirza                      | 7–6(4), 6–3         |                     |
| 25. | 2015. január 9.     | ASB Classic, Auckland                        | Kemény     | Roberta Vinci          | Aoyama Shūko Renata Voráčová                  | 6–2, 6–1            |                     |
| 26  | 2017. október 15.   | Tianjin Open, Tiencsin                       | Kemény     | Irina-Camelia Begu     | Dalila Jakupović Nina Stojanović              | 6–4, 6–3            |                     |
| 27  | 2018. január 7.     | ASB Classic, Auckland                        | Kemény     | Bibiane Schoofs        | Eri Hozumi Miyu Kato                          | 7–5, 6–1            |                     |
| 28  | 2023. október 22.   | Jasmin Open, Monasztir                       | Kemény     | Jasmine Paolini        | Hontama Mai Natalija Stevanović               | 2–6, 7–6(4), [10–6] |                     |
| 29  | 2024. február 4.    | Linz Open, Linz                              | Kemény (f) | Jasmine Paolini        | Nicole Melichar-Martinez Ellen Perez          | 7–5, 4–6, [10–7]    |                     |
| 30  | 2024. május 19.     | Italian Open, Róma                           | Salak      | Jasmine Paolini        | Cori Gauff Erin Routliffe                     | 6–3, 4–6, [10–8]    |                     |
| 31  | 2024. augusztus 4.  | 2024. évi nyári olimpiai játékok, Párizs     | Salak      | Jasmine Paolini        | Mirra Andrejeva Gyiana Snajgyer               | 2–6, 6–1, [10–7]    | részletek           |
| 32  | 2024. október 6.    | China Open, Peking                           | Kemény     | Jasmine Paolini        | Csan Hao-csing Veronyika Kugyermetova         | 6–3, 6–4            |                     |
| 33  | 2025. február 15.   | Qatar Open, Doha                             | Kemény     | Jasmine Paolini        | Csiang Hszin-jü Vu Fang-hszien                | 7–5, 7–6(10)        |                     |
| 34  | 2025. május 18.     | Italian Open, Róma                           | Salak      | Jasmine Paolini        | Veronyika Kugyermetova Elise Mertens          | 6–4, 7–5            |                     |
| 35  | 2025. június 8.     | Roland Garros, Párizs                        | Salak      | Jasmine Paolini        | Anna Danilina Aleksandra Krunić               | 6–4, 2–6, 6–1       | részletek           |

#### Elveszített döntői (17)
|     | Dátum               | Torna                                 | Borítás | Partner                     | Ellenfelek a döntőben                         | Eredmény a döntőben | Eredmény a döntőben |
| 1.  | 2010. február 27.   | Abierto Mexicano Telcel, Acapulco     | Salak   | Roberta Vinci               | Polona Hercog Barbora Záhlavová-Strýcová      | 6–2, 1–6, [2–10]    |                     |
| 2.  | 2010. október 24.   | Kremlin Cup, Moszkva                  | Kemény  | María José Martínez Sánchez | Gisela Dulko Flavia Pennetta                  | 3–6, 6–2, [6–10]    |                     |
| 3.  | 2011. április 10.   | Andalucia Tennis Experience, Marbella | Salak   | Roberta Vinci               | Nuria Llagostera Vives Arantxa Parra Santonja | 6–3, 4–6, [5–10]    |                     |
| 4.  | 2011. június 12.    | AEGON Classic, Birmingham             | Fű      | Roberta Vinci               | Volha Havarcova Alla Kudrjavceva              | 6–1, 1–6, [5–10]    |                     |
| 5.  | 2011. augusztus 27. | Pilot Pen Tennis, New Haven           | Kemény  | Roberta Vinci               | Csuang Csia-zsung Volha Havarcova             | 5–7, 2–6            |                     |
| 6.  | 2012. január 27.    | Australian Open, Melbourne            | Kemény  | Roberta Vinci               | Szvetlana Kuznyecova Vera Zvonarjova          | 7–5, 4–6, 3–6       | (részletek)         |
| 7.  | 2012. április 1.    | Sony Ericsson Open, Miami             | Kemény  | Roberta Vinci               | Marija Kirilenko Nagyja Petrova               | 6–7(0), 6–4, [4–10] | (részletek)         |
| 8.  | 2013. január 11.    | Apia International Sydney, Sydney     | Kemény  | Roberta Vinci               | Nagyja Petrova Katarina Srebotnik             | 3–6, 4–6            |                     |
| 9.  | 2013. május 19.     | Internazionali BNL d'Italia, Róma     | Salak   | Roberta Vinci               | Hszie Su-vej Peng Suaj                        | 6–4, 3–6, [8–10]    |                     |
| 10. | 2013. június 9.     | Roland Garros, Párizs                 | Salak   | Roberta Vinci               | Jekatyerina Makarova Jelena Vesznyina         | 5–7, 2–6            | részletek           |
| 11. | 2014. január 10.    | Apia International Sydney, Sydney     | Kemény  | Roberta Vinci               | Babos Tímea Lucie Šafářová                    | 5–7, 6–3, [7–10]    |                     |
| 12. | 2014. május 18.     | Internazionali BNL d'Italia, Róma     | Salak   | Roberta Vinci               | Květa Peschke Katarina Srebotnik              | 0–4, feladta        |                     |
| 13. | 2014. június 8.     | Roland Garros, Párizs                 | Salak   | Roberta Vinci               | Hszie Su-vej Peng Suaj                        | 4–6, 1–6            | részletek           |
| 14. | 2016. február 27.   | Qatar Total Open, Doha                | Kemény  | Carla Suárez Navarro        | Csan Hao-csing Csan Jung-zsan                 | 3–6, 3–6            |                     |
| 15. | 2022. január 8.     | Gippsland Trophy, Melbourne           | Kemény  | Jasmine Paolini             | Asia Muhammad Jessica Pegula                  | 3–6, 1–6            |                     |
| 16. | 2024. június 9.     | Roland Garros, Párizs                 | Salak   | Jasmine Paolini             | Cori Gauff Kateřina Siniaková                 | 6–7(5), 3–6         | részletek           |
| 17. | 2025. június 22.    | German Open, Berlin                   | Fű      | Jasmine Paolini             | Tereza Mihalíková Olivia Nicholls             | 6−4, 2−6, [6−10]    |                     |

## WTA 125K-döntői

### Egyéni: 5 (2–3)
| Eredmény | No. | Dátum                | Torna                                                                   | Borítás | Ellenfél               | Eredmény         |
| -------- | --- | -------------------- | ----------------------------------------------------------------------- | ------- | ---------------------- | ---------------- |
| Győztes  | 1.  | 2018. március 4.     | Oracle Challenger Series – Indian Wells, Indian Wells, Egyesült Államok | Kemény  | Katerina Bondarenko    | 6–4, 6–2         |
| Döntős   | 1.  | 2022. június 19.     | Veneto Open, Gaiba, Olaszország                                         | Fű      | Alison Van Uytvanck    | 4–6, 3–6         |
| Győztes  | 2.  | 2022. július 10.     | Grand Est Open 88, Contrexéville, Franciaország                         | Salak   | Gálfi Dalma            | 6–4, 1–6, 7–6(4) |
| Döntős   | 2.  | 2023. április 1.     | San Luis Potosí Open, San Luis Potosí, Mexikó                           | Salak   | Elisabetta Cocciaretto | 7–5, 4–6, 5–7    |
| Döntős   | 3.  | 2023. szeptember 17. | BCR Open Romania Ladies, Bukarest, Románia                              | Salak   | Astra Sharma           | 6–0, 5–7, 2–6    |

### Páros: 3 (2–1)
| Eredmény | No. | Dátum              | Torna                                      | Borítás | Partner           | Ellenfél                       | Eredmény         |
| -------- | --- | ------------------ | ------------------------------------------ | ------- | ----------------- | ------------------------------ | ---------------- |
| Győztes  | 1.  | 2022. november 20. | Buenos Aires Open, Buenos Aires, Argentína | Salak   | Irina Bara        | Jang Su-jeong Ju Hsziao-ti     | 6–1, 7–5         |
| Győztes  | 2.  | 2023. november 26. | Florianópolis, Brazília                    | Salak   | Léolia Jeanjean   | Julia Lohoff Conny Perrin      | 7–5, 3–6, [10–7] |
| Döntős   | 3.  | 2024. március 17.  | Charleston, Amerikai Egyesült Államok      | Kemény  | Tereza Mihalíková | Olivia Gadecki Olivia Nicholis | 2–6, 1–6         |

## Eredményei Grand Slam-tornákon

### Egyéni
| Grand Slam | Australian Open | Australian Open   | Roland Garros  | Roland Garros       | Wimbledon      | Wimbledon           | US Open        | US Open            |
| Év         | Eredmény        | Utolsó ellenfél   | Eredmény       | Utolsó ellenfél     | Eredmény       | Utolsó ellenfél     | Eredmény       | Utolsó ellenfél    |
| 2006       | –               | –                 | –              | –                   | Selejtező      | Selejtező           | Selejtező      | Selejtező          |
| 2007       | Selejtező       | Selejtező         | Selejtező      | Selejtező           | –              | –                   | 2. kör         | Marion Bartoli     |
| 2008       | 1. kör          | Lindsay Davenport | 1. kör         | Gisela Dulko        | 1. kör         | Daniela Hantuchová  | 2. kör         | Li Na              |
| 2009       | 3. kör          | V Zvonarjova      | 1. kör         | Ana Ivanović        | 2. kör         | Ana Ivanović        | 3. kör         | Yanina Wickmayer   |
| 2010       | 3. kör          | Yanina Wickmayer  | 1. kör         | J Svedova           | 3. kör         | Agnieszka Radwańska | 3. kör         | Samantha Stosur    |
| 2011       | 1. kör          | Venus Williams    | 2. kör         | Daniela Hantuchová  | 2. kör         | K Bondarenko        | 1. kör         | Sz Kuznyecova      |
| 2012       | Negyeddöntő     | Petra Kvitová     | Döntő          | M Sarapova          | 3. kör         | J Svedova           | Elődöntő       | Serena Williams    |
| 2013       | 1. kör          | C Suárez Navarro  | Elődöntő       | Serena Williams     | 1. kör         | Mónica Puig         | 2. kör         | Flavia Pennetta    |
| 2014       | 1. kör          | Julia Görges      | Negyeddöntő    | Andrea Petković     | 1. kör         | Caroline Garcia     | Negyeddöntő    | Caroline Wozniacki |
| 2015       | 3. kör          | Yanina Wickmayer  | Negyeddöntő    | Serena Williams     | 2. kör         | Aleksandra Krunić   | 3. kör         | Samantha Stosur    |
| 2016       | 1. kör          | M Gaszparjan      | 1. kör         | Cvetana Pironkova   | 2. kör         | Alizé Cornet        | 1. kör         | Shelby Rogers      |
| 2017       | 2. kör          | J Makarova        | 2. kör         | Kristina Mladenovic | 1. kör         | Cvetana Pironkova   | –              | –                  |
| 2018       | Selejtező (Q3)  | Selejtező (Q3)    | 1. kör         | Alizé Cornet        | –              | –                   | –              | –                  |
| 2019       | –               | –                 | –              | –                   | –              | –                   | –              | –                  |
| 2020       | Selejtező (Q1)  | Selejtező (Q1)    | 2. kör         | Kiki Bertens        | elmaradt       | elmaradt            | –              | –                  |
| 2021       | 3. kör          | Hszie Su-vej      | Selejtező (Q2) | Selejtező (Q2)      | Selejtező (Q1) | Selejtező (Q1)      | 1. kör         | J Alekszandrova    |
| 2022       | Selejtező (Q1)  | Selejtező (Q1)    | Selejtező (Q2) | Selejtező (Q2)      | Selejtező (Q1) | Selejtező (Q1)      | Selejtező (Q1) | Selejtező (Q1)     |
| 2023       | Selejtező (Q1)  | Selejtező (Q1)    | 2. kör         | Irina-Camelia Begu  | 1. kör         | Madison Brengle     | Selejtező (Q1) | Selejtező (Q1)     |
| 2024       | 1. kör          | Storm Hunter      | 2. kör         | Emma Navarro        | 1. kör         | Linda Nosková       | 3. kör         | Gyiana Snajgyer    |
| 2025       | Selejtező (Q2)  | Selejtező (Q2)    | Selejtező (Q2) | Selejtező (Q2)      |                |                     |                |                    |

### Páros
| Grand Slam | Australian Open            | Australian Open                        | Roland Garros            | Roland Garros                          | Wimbledon                  | Wimbledon                               | US Open                   | US Open                             |
| Év         | Eredmény Partner           | Utolsó ellenfél                        | Eredmény Partner         | Utolsó ellenfél                        | Eredmény Partner           | Utolsó ellenfél                         | Eredmény Partner          | Utolsó ellenfél                     |
| 2008       | 1. kör Karin Knapp         | Klaudia Jans Caroline Wozniacki        | 2. kör Bethanie Mattek   | N Llagostera Vives MJ Martínez Sánchez | 2. kör F Schiavone         | A Medina Garrigues V Ruano Pascual      | 1. kör Karin Knapp        | Katarina Srebotnik Szugijama Ai     |
| 2009       | 1. kör Karin Knapp         | Květa Peschke Lisa Raymond             | 2. kör L Domínguez Lino  | Samantha Stosur Rennae Stubbs          | 2. kör C Suárez Navarro    | Kristina Barrois Tathiana Garbin        | 1. kör Flavia Pennetta    | Gallovits E M Rybáriková            |
| 2010       | 1. kör C Suárez Navarro    | Iveta Benešová Barbora Strýcová        | 2. kör Roberta Vinci     | B Mattek-Sands Jen Ce                  | 3. kör Roberta Vinci       | Květa Peschke K Srebotnik               | 1. kör Roberta Vinci      | Carly Gullickson Chelsey Gullickson |
| 2011       | 1. kör Roberta Vinci       | N Llagostera Vives MJ Martínez Sánchez | 3. kör Roberta Vinci     | Gisela Dulko Flavia Pennetta           | 3. kör Roberta Vinci       | N Llagostera Vives A Parra Santonja     | Negyeddöntő Roberta Vinci | D. Hantuchová A Radwańska           |
| 2012       | Döntő Roberta Vinci        | Sz Kuznyecova V Zvonarjova             | Győzelem Roberta Vinci   | M Kirilenko N Petrova                  | Negyeddöntő Roberta Vinci  | Andrea Hlaváčková Lucie Hradecká        | Győzelem Roberta Vinci    | Andrea Hlaváčková Lucie Hradecká    |
| 2013       | Győzelem Roberta Vinci     | Ashleigh Barty Casey Dellacqua         | Döntő Roberta Vinci      | J Makarova J Vesznyina                 | 3. kör Roberta Vinci       | Julia Görges Barbora Strýcová           | Negyeddöntő Roberta Vinci | Serena Williams Venus Williams      |
| 2014       | Győzelem Roberta Vinci     | J Makarova J Vesznyina                 | Döntő Roberta Vinci      | Hszie Su-vej Peng Suaj                 | Győzelem Roberta Vinci     | Babos Tímea Kristina Mladenovic         | 2. kör Roberta Vinci      | J Gajdošová A Tomljanović           |
| 2015       | 3. kör Robera Vinci        | Julia Görges A-L Grönefeld             | −                        | −                                      | −                          | −                                       | Elődöntő Flavia Pennetta  | Martina Hingis Szánija Mirza        |
| 2016       | 1. kör MJ Martínez Sánchez | Raquel Atawo Abigail Spears            | 1. kör L Arruabarrena    | Michaëlla Krajicek Barbora Strýcová    | 1. kör Okszana Kalasnikova | Michaëlla Krajicek Barbora Strýcová     | −                         | −                                   |
| 2017       | 2. kör Kirsten Flipkens    | B Mattek-Sands Lucie Šafářová          | –                        | –                                      | –                          | –                                       | –                         | –                                   |
| 2018–2020  | –                          | –                                      | –                        | –                                      | –                          | –                                       | –                         | –                                   |
| 2021       | –                          | –                                      | –                        | –                                      | –                          | –                                       | 1. kör C Suárez Navarro   | Cori Gauff Catherine McNally        |
| 2022       | –                          | –                                      | –                        | –                                      | –                          | –                                       | –                         | –                                   |
| 2023       | –                          | –                                      | 1. kör B Mattek-Sands    | Leylah Fernandez Taylor Townsend       | 1. kör Julia Grabher       | Miriam Kolodziejová Markéta Vondroušová | –                         | –                                   |
| 2024       | 3. kör Jasmine Paolini     | Hszie Su-vej Elise Mertens             | Döntő Jasmine Paolini    | Cori Gauff Kateřina Siniaková          | 3. kör Jasmine Paolini     | Cori Gauff Jessica Pegula               | 2. kör Jasmine Paolini    | Harriet Dart Diane Parry            |
| 2025       | 2. kör Jasmine Paolini     | Mirra Andrejeva Gyiana Snajgyer        | Győzelem Jasmine Paolini | Anna Danilina Aleksandra Krunić        | 2. kör Jasmine Paolini     | Csan Hao-csin Barbora Krejčíková        |                           |                                     |

## ITF-döntői

### Egyéni: 7 (5–3)
| Díjazás               |
| --------------------- |
| $100,000 torna        |
| $75,000/$80,000 torna |
| $50,000/$60,000 torna |
| $25,000 torna         |
| $10,000/$15,000 torna |

| Eredmény |    | Dátum             | Torna                                    | Borítás | Ellenfél a döntőben    | Eredmény a döntőben |
| Győztes  | 1. | 2005. február 27. | Melilla                                  | Kemény  | Lucia Jimenez          | 6–1, 6–4            |
| Győztes  | 2. | 2007. június 3.   | Galatina                                 | Salak   | Tina Schiechtl         | 6–1, 6–4            |
| Döntős   | 1. | 2007. július 8.   | Cuneo, Olaszország                       | Salak   | Maria-Emilia Salerni   | 6–3, 1–6, 6–7(6)    |
| Győztes  | 3. | 2017. október 22. | Szucsou, Kína                            | Kemény  | Kuo Han-jü             | 6–1, 6–0            |
| Győztes  | 4. | 2019. június 16.  | Róma, Olaszország                        | Salak   | Barbara Haas           | 6–1, 6–4            |
| Döntős   | 2. | 2019. november 3. | Asunción, Paraguay                       | Salak   | Elisabetta Cocciaretto | 1–6, 6–4, 0–6       |
| Győztes  | 5. | 2023. március 5.  | Arcadia, Amerikai Egyesült Államok       | Kemény  | Arantxa Rus            | játék nélkül        |
| Döntős   | 3. | 2023. október 29. | Les Franqueses del Vallès, Spanyolország | Kemény  | Magdalena Fręch        | 5–7, 6–4, 4–6       |

### Páros: 11 (7–4)
| Eredmény |    | Dátum                | Torna              | Borítás     | Partner                | Ellenfelek a döntőben                  | Eredmény a döntőben |
| Döntős   | 1. | 2003. május 5.       | Lecce              | Salak       | Nancy Rastignoli       | Oana-Elena Golimbosci Lenka Sneiderová | 3–6 feladták        |
| Döntős   | 2. | 2004. szeptember 27. | Porto              | Salak       | Juana Pongao-Pereira   | Julija Bejhelzimer Anousjka van Exel   | 5–7, 0–6            |
| Győztes  | 1. | 2005. február 27.    | Melilla            | Kemény      | M. J. Martínez Sánchez | Szun Seng-nan Jang Su-csing            | 6–7(2), 6–0, 7–5    |
| Győztes  | 2. | 2005. május 1.       | Torrent            | Salak       | Paula Garcia           | Núria Roig-Tost G. Velasco-Andreu      | 6–7(5), 6–4, 6–2    |
| Döntős   | 3. | 2005. július 5.      | Cuneo              | Salak       | Giulia Gabba           | Marija Koritceva Galina Voszkobojeva   | 3–6, 5–7            |
| Győztes  | 3. | 2005. október 22.    | Sevilla            | Salak       | M. J. Martínez Sánchez | Monica Niculescu Gabriela Niculescu    | 6–2, 7–6(5)         |
| Döntős   | 4. | 2006. március 7.     | Telde              | Salak       | Giulia Gabba           | Nyina Bratcsikova Alla Kudrjavceva     | 1–6, 1–6            |
| Győztes  | 4. | 2006. július 9.      | Cuneo              | Salak       | Karin Knapp            | G. Gatto-Monticone Darja Kusztava      | 6–3, 7–6(5)         |
| Győztes  | 5. | 2007. január 26.     | Capriolo           | Szőnyeg (f) | Giulia Gabba           | Marija Koritceva Darja Kusztava        | 6–4, 7–5            |
| Győztes  | 6. | 2007. március 31.    | Latina             | Salak       | Giulia Gabba           | S. Cohen-Aloro Selima Sfar             | 6–3, 1–6, 7–6(2)    |
| Győztes  | 7. | 2019. október 13.    | Riba-roja de Túria | Salak       | Lara Arruabarrena      | Marie Benoît Ioana Loredana Roșca      | 3–6, 6–4, [10–8]    |

## Év végi világranglista-helyezései
| Év     | 2002 | 2003 | 2004 | 2005 | 2006 | 2007 | 2008 | 2009 | 2010 | 2011 | 2012 | 2013 | 2014 | 2015 | 2016 | 2017 | 2018 | 2019 | 2020 | 2021 | 2022 | 2023 | 2024 |
| Egyéni | 742. | 569. | 521. | 359. | 171. | 70.  | 42.  | 47.  | 43.  | 45.  | 6.   | 7.   | 15.  | 20.  | 50.  | 143. | 108. | 200. | 130. | 118. | 109. | 101. | 105. |
| Páros  | 836. | 524. | 556. | 203. | 197. | 159. | 103. | 73.  | 32.  | 27.  | 2.   | 1.   | 1.   | 42.  | 45.  | 179. | 108. | 630. | 378. | 131. | 305. | 125. | 8.   |